# كهوف بلوسبرينغ
كهوف بلوسبرينغ (بالإنجليزية: Bluespring Caverns)‏؛ هي مجموعة من الكهوف التي تقع في مقاطعة لورانس في الولايات المتحدة.

## السياحة
تعد «كهوف بلوسبرينغ» إحدى مواقع الجذب السياحي في مقاطعة لورانس في ولاية إنديانا الأمريكية.